# Landesherrliches Kirchenregiment
Das landesherrliche Kirchenregiment oder Summepiskopat ist ein Ausdruck aus der deutschen Rechts- und Kirchengeschichte. Es beschreibt die Leitungsgewalt (das Regiment) des Inhabers der Territorialgewalt (des Landesherrn) über das evangelische Kirchenwesen in seinem Territorium bis 1918.

## Ursprung
Anfänge des landesherrlichen Kirchenregimentes sind schon in vorreformatorischer Zeit zu finden. Aufgrund der kritikwürdigen Zustände in der Reichskirche des Spätmittelalters, etwa hinsichtlich der Lebensführung und Dienstauffassung der Bischöfe und Pfarrpriester, wagten viele deutsche Landesfürsten und Stadträte schon deutlich vor dem Auftreten Martin Luthers Eingriffe in nach damaligem Verständnis eigentlich kirchliche Bereiche wie etwa Pfarrstellenbesetzung und geistliche Gerichtsbarkeit. Der Reichstagsabschied von Speyer 1526 wurde das Startsignal für die Fürstenreformation. In der Frühphase gab es in Hessen und in Kursachsen zwei konkurrierende Vorstellungen von der Kirchenleitung. Luther lehnte die synodale Konzeption Hessens ab. In Kursachsen bat er den Kurfürsten um die landesherrliche Aufsicht über die Kirche, dachte dabei allerdings anfänglich an eine Übergangs- und Notlösung. Davon war aber in den kurfürstlichen Visitationsinstruktionen nichts zu merken. Die Leitung der Kirche wurde zunächst durch Kommissionen, später behördlich durch ein Konsistorium ausgeübt. In Kirch- und Schulvisitationen wurde das gesamte Kirchen- und Schulwesen kontrolliert.
Nachdem mit der Reformation die Einheit von Kirche und Reich zu zerbrechen drohte, hielt der Augsburger Religionsfrieden durch das Prinzip cuius regio, eius religio („wessen Land, dessen Glaube“) zumindest die religiöse Einheit innerhalb der einzelnen Territorien aufrecht: die Konfessionszugehörigkeit der Untertanen richtete sich nach der des Landesfürsten. Der Westfälische Friede weitete dieses Prinzip von Katholiken und Lutheranern auf die bisher nicht anerkannten Reformierten aus.
Obwohl es unter den Reformatoren verschiedene Ansätze zum Thema Kirche und Staat gab, setzte sich die Ansicht durch, dass jedenfalls bis auf weiteres der Landesfürst bzw. der Rat einer Reichsstadt als membra praecipua ecclesiae (hervorragende Glieder der Kirche) als Notbischöfe anzusehen wären, die in ihrem jeweiligen Kirchenwesen (den heutigen Landeskirchen) die Leitungsfunktion innehätten.
Was als Notlösung bis zu einer umfassenden Neuordnung durch ein Konzil gedacht war, entwickelte sich jedoch in den protestantischen Kirchen zu einem langlebigen Instrument, das erst 1918 endete. Auch während der Zeit des Deutschen Kaiserreiches bestimmten die Territorialfürsten als summus episkopos über das innere Leben der Landeskirchen.

## Theorien
Es lassen sich drei Phasen des landesherrlichen Kirchenregiments unterscheiden, die jeweils durch zeitgenössische Rechtstheorien charakterisiert werden können:
- Nach der Theorie des Episkopalismus, die ihre Hauptvertreter im 16. und 17. Jahrhundert hatte, war die Herrschaft des Landesherrn in seiner Kirche ein kirchliches Recht, nämlich die Jurisdiktion der katholischen Bischöfe, die durch Artikel 20 des Augsburger Religionsfriedens auf ihn übertragen worden war. Das Kirchenregiment war nach dieser Ansicht nur treuhänderisch auf den Fürsten übertragen und mit der staatlichen Herrschaftsgewalt nicht identisch. Der Episkopalismus ermöglichte es, schon vor dem Ende des landesherrlichen Kirchenregiments staatliche und kirchliche Behörden zu trennen und lediglich in der Person des Monarchen eine personelle Verbindung zu sehen.
- Absolutistischem Staatsverständnis im 18. Jahrhundert näherte sich dagegen die Theorie vom Territorialismus, nach der das Kirchenregiment Teil der alle Lebensbereiche umfassenden Herrschaft des Landesherrn in seinem Territorium war. Nach dieser Theorie war der Landesherr bei der Ausübung des Kirchenregiments nicht mehr an Beratung und Mitwirkung des geistlichen Standes gebunden.
- Beeinflusst durch die aufklärerische Idee des Gesellschaftsvertrages entstand schließlich die Theorie vom Kollegialismus. Nach ihr waren die Kirchen Religionsgesellschaften (collegia), deren Mitgliedern eine gewisse Autonomie zustand. Der Landesherr wurde somit zum bloßen „Vereinsvorstand“, dessen Funktion von der staatlichen streng zu trennen war. Wegen der Vergleichbarkeit zu gesellschaftsrechtlichen Strukturen setzte sich dieses Verständnis schließlich in der Rechtswissenschaft durch. Noch heute erinnert die Bezeichnung der Religionsgemeinschaften als „Religionsgesellschaften“ in den ins Grundgesetz inkorporierten Artikeln der Weimarer Reichsverfassung an diese Theorie. Mit dem kirchlichen Selbstverständnis stimmte das säkulare Vereinsmodell freilich nicht überein.

## Ius in sacra – Ius circa sacra
Im 19. Jahrhundert bildete sich im Zuge der gesellschaftlichen und juristischen Entwicklungen, nicht zuletzt ausgelöst durch die Gebietsveränderungen des Reichsdeputationshauptschlusses und der Koalitionskriege, eine folgenreiche Unterscheidung heraus. Beim Kirchenregiment sei zu unterscheiden zwischen
- ius in sacra, dem Recht des Landesherrn als summus episcopus (oberster Bischof), die inneren Angelegenheiten der evangelischen Kirche seines Territoriums zu ordnen. Dazu gehören insbesondere die Ordnung des Gottesdienstes (ius liturgicum) durch Agenden und Gesangbücher, aber auch das Recht, die Kirchenunion anzuordnen. In der Regel ist der Landesherr dabei auf die Mitwirkung des geistlichen Standes angewiesen. Dieses Recht war ein Hauptstreitpunkt im Agendenstreit.
- ius circa sacra, dem Aufsichtsrecht des Landesherrn als staatlicher Souverän über alle Religionsgesellschaften auf seinem Territorium. Dazu gehören unter anderem die Gestaltung der Voraussetzungen zum geistlichen Amt, Fragen der Besoldung und Bauunterhaltung sowie die Aufsicht über die Teilhabe der Religionsgesellschaften am öffentlichen Leben. Wieweit dieses Recht in das Selbstverständnis der Religionsgesellschaften eingreifen durfte, war nicht so sehr in der evangelischen Kirche umstritten, dafür umso mehr im Kulturkampf mit der römisch-katholischen Kirche.

## Institutionen und Praxis
Die wichtigsten Institutionen des landesherrlichen Kirchenregiments waren das Konsistorium als kirchenaufsichtliche Behörde sowie der Superintendent bzw. Generalsuperintendent als Vorgesetzter der Pfarrerschaft. Gerade an seiner Person wurde das Dilemma des Konstrukts deutlich: Als Teil der an ihren Ordinationseid gebundenen Pfarrerschaft stand er dem Fürsten gegenüber, gleichzeitig aber war er ein fürstlicher Beamter und vertrat diesen gegenüber der Pfarrerschaft. Die Konsistorien, die aus vom Territorialherrn eingesetzten Theologen und Juristen zusammengesetzt waren, wurden im 17. und 18. Jahrhundert immer stärker in die staatliche Verwaltung eingebunden.
In den städtischen Kirchentümern gab es darüber hinaus das Geistliche Ministerium als Gesamtvertretung der Pfarrerschaft mit dem gewählten Senior an der Spitze, das darüber wachte, dass seine Beratungs- und Mitwirkungsrechte, etwas bei der Herausgabe von Agenden und Gesangbüchern sowie bei Fragen der öffentlichen Moral, auch gewahrt blieben.
Im 19. Jahrhundert kam es innerhalb der evangelischen Landeskirchen verstärkt zu Forderungen nach kirchlicher Selbständigkeit. Nach dem Muster der Rheinisch-Westfälischen Kirchenordnung von 1835 wurden in fast allen deutschen Territorien Synoden gebildet, in denen Pfarrerschaft und gewählte Laien als Vertreter des Kirchenvolks gemeinsam eine begrenzte Mitverantwortung für die Regelungen des kirchlichen Lebens ausübten. Das machtzentrum verblieb jedoch bei den Konsistorien.

## Ende
Mit dem Ende der Monarchien in Deutschland endete 1918 auch das landesherrliche Kirchenregiment. Das Machtvakuum stürzte die evangelischen Kirchen zunächst in eine rechtlich-politische sowie geistig-kulturelle Krise. Mit den Synoden waren aber Institutionen vorhanden, die anstelle der Konsistorien, die nun zu rein kirchlichen Behörden wurden, die Kirchenleitung übernehmen konnten. Die Bestimmungen der Weimarer Reichsverfassung in Artikel 137 zum Selbstbestimmungsrecht der Kirche zogen die Konsequenz aus dem faktischen Aufhören des landesherrlichen Kirchenregiments.